# Očauš
Očauš je planina u Bosni i Hercegovini.
Nalazi se kod Teslića, u sjevernoj Bosni. Leži naspram planine Borje, između gornje Usore i Vrbanje. Najviši vrh Očauša nalazi se na 1383 metara nadmorske visine. Pruža se dinarskim smjerom (sjeverozapad-jugoistok).